# Harandane Dicko
Pour les articles homonymes, voir Dicko.
Harandane Dicko est un photographe malien, né à Tonka, dans la région de Tombouctou. 

## Biographie
Harandane Dicko fait son apprentissage de la photographie dans le centre de Formation en Photographie, à Bamako.
Il travaille au sein de diverses structures européennes :  le journal Der Landbote, à Winterthour en 2002, le Zentrum für Kulturproduktion PROGR, à Berne en 2006, le Centre d’Enseignement Professionnel CEPV de Vevey (Suisse) en 2007, la Cité Internationale des Arts de Paris en 2008.
Harandane Dicko est formateur au CFP de Bamako.

## Expositions
- Participation aux Rencontres africaines de la photographie de Bamako
- Participation à l'exposition "Visages Francophones" de Cahors, à Paris
- Participation à la Biennale de Fes 2008, au Maroc
- Participation à l'IFA Gallery à Berlin et Stuttgart

## Récompenses
- Harandane Dicko est lauréat du programme visas pour la création 2008 de culturesfrance
- Lauréat du concours Afrique Photo organisé par le Centre Andalous de photographie[2].